# Косколь (Узункольський сільський округ)
Коско́ль (каз. Қоскөл) — село у складі району Магжана Жумабаєва Північноказахстанської області Казахстану. Входить до складу Узункольського сільського округу.
Населення — 101 особа (2021; 166 у 2009, 210 у 1999, 269 у 1989).
Національний склад станом на 1989 рік:
- росіяни — 34 %
- казахи — 31 %.